# Smaragdkuckuck
Der Smaragdkuckuck (Chrysococcyx cupreus) ist eine afrikanische Vogelart aus der Gattung der Eigentlichen Goldkuckucke (Chrysococcyx) in der Familie der Kuckucke (Cuculidae). Er ist wie alle Kuckucke ein obligater Brutparasit. Besonders auffällig ist sein Gefieder: Der Smaragdkuckuck ist die einzige Kuckuckart, bei dem das Männchen eine leuchtend gelbe Körperunterseite und eine grüne Körperoberseite aufweist.
Es liegen keine Populationsgrößenschätzungen vor, jedoch wird auf Grund des großen Verbreitungsgebietes und der Häufigkeit von keiner Gefährdung der Art seitens der IUCN ausgegangen.

## Merkmale
Der Smaragdkuckuck erreicht eine Körperlänge zwischen 20 und 23 Zentimeter, Die Männchen wiegen durchschnittlich 38,3 Gramm, die Weibchen durchschnittlich 37,4 Gramm.
Der Name Smaragdkuckuck verweist auf das auffallend grün-glänzende Gefieder der Männchen, welche eine gelbe Brust besitzen. Der Geschlechtsdimorphismus ist stark ausgeprägt: das deutlich unauffälligere Weibchen besitzt eine weiß und grün-glänzend gebänderte Brust, die Oberseite ist braun-grün gebändert. Die Schwanzfedern des Weibchens sind außerdem auffallend kürzer als beim Männchen. Adulte Vögel haben eine dunkelbraune Iris, der Orbitalring ist bei den Männchen blaugrün, bei den Weibchen dagegen leuchtend blau.
Trotz des auffälligen Gefieders sind auch die Männchen in freier Wildbahn nur schwer auszumachen. Sie bewegen sich unauffällig im dichten Blattwerk. Smaragdkuckucke fallen eher durch ihre häufigen Rufe auf. Der typische Ruf ist ein lautes chi-wu chu chi, von europäischen Siedlern auch als ein hel-lo geor-gie oder hel-lo ju-ly übersetzt. Der Ruf hat eine Länge von 1,5 bis 2 Sekunden und wird alle zwei bis drei Sekunden wiederholt. Die erste und letzte Silbe ist jeweils ein Ton höher als die mittleren zwei Silben. Die Rufe sind nahezu ausschließlich während der Brutzeit zu vernehmen.

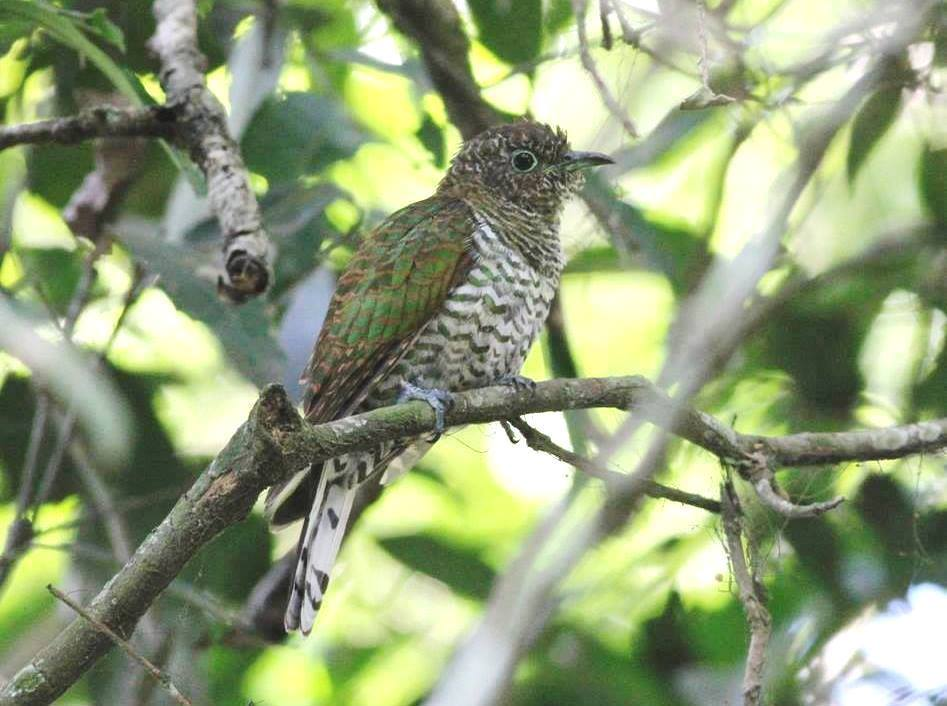
Weiblicher Smaragdkuckuck

Das Männchen ist auf Grund seines auffälligen Gefieders unverwechselbar. Die Weibchen und die Jungvögel können jedoch mit den Weibchen und Jungvögeln des Klaaskuckucks verwechselt werden. Sowohl den Weibchen als auch den Jungvögeln fehlt jedoch der helle Fleck hinter den Augen, der beim Klaaskuckuck charakteristisch ist. Sie sind außerdem auf der Körperunterseite stärker gesperbert als dies beim Klaaskuckuck der Fall ist.

## Verbreitung
Der Smaragdkuckuck ist in Afrika weit verbreitet. Das Verbreitungsgebiet reicht als breites Band von der Westküste Afrikas in Guinea bis nach Äthiopien und umfasst zudem Zentralafrika, Tansania, Mosambik und Südafrika. Der Smaragdkuckuck ist in dem größten Teil seines Verbreitungsgebietes ein Standvogel. In Westafrika wandern sie während der Regenzeit auch in nördlicher Richtung in die dicht baumbestandene Savannenzone. Sie dehnen damit ihr Verbreitungsgebiet in nördlicher Richtung um 500 Kilometer aus. Im Süden Afrikas sind sie in der Regenzeit auch in Sambia, Malawi sowie der Küstenregion der Republik Südafrika anzutreffen.

## Lebensweise

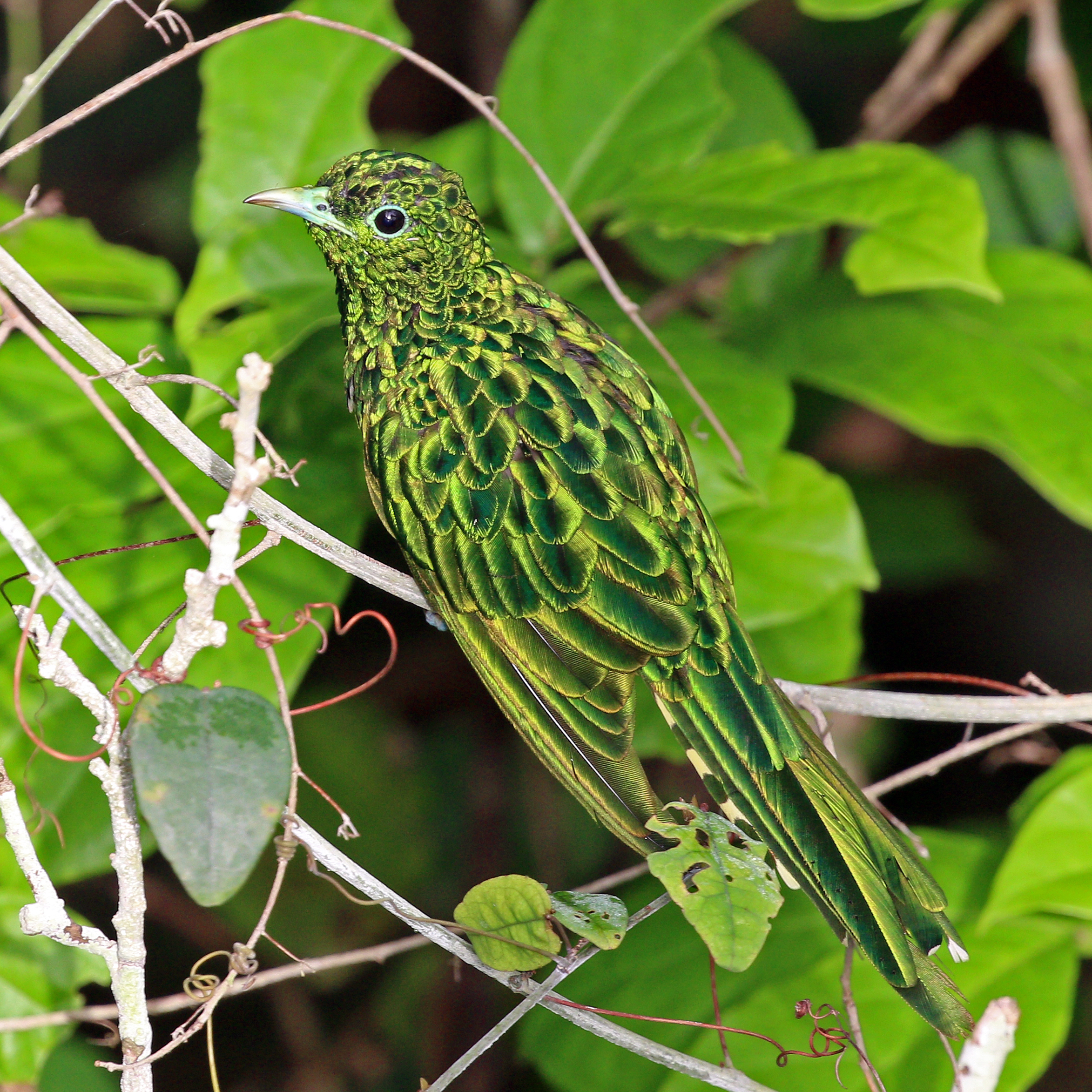
Männlicher Smaragdkuckuck

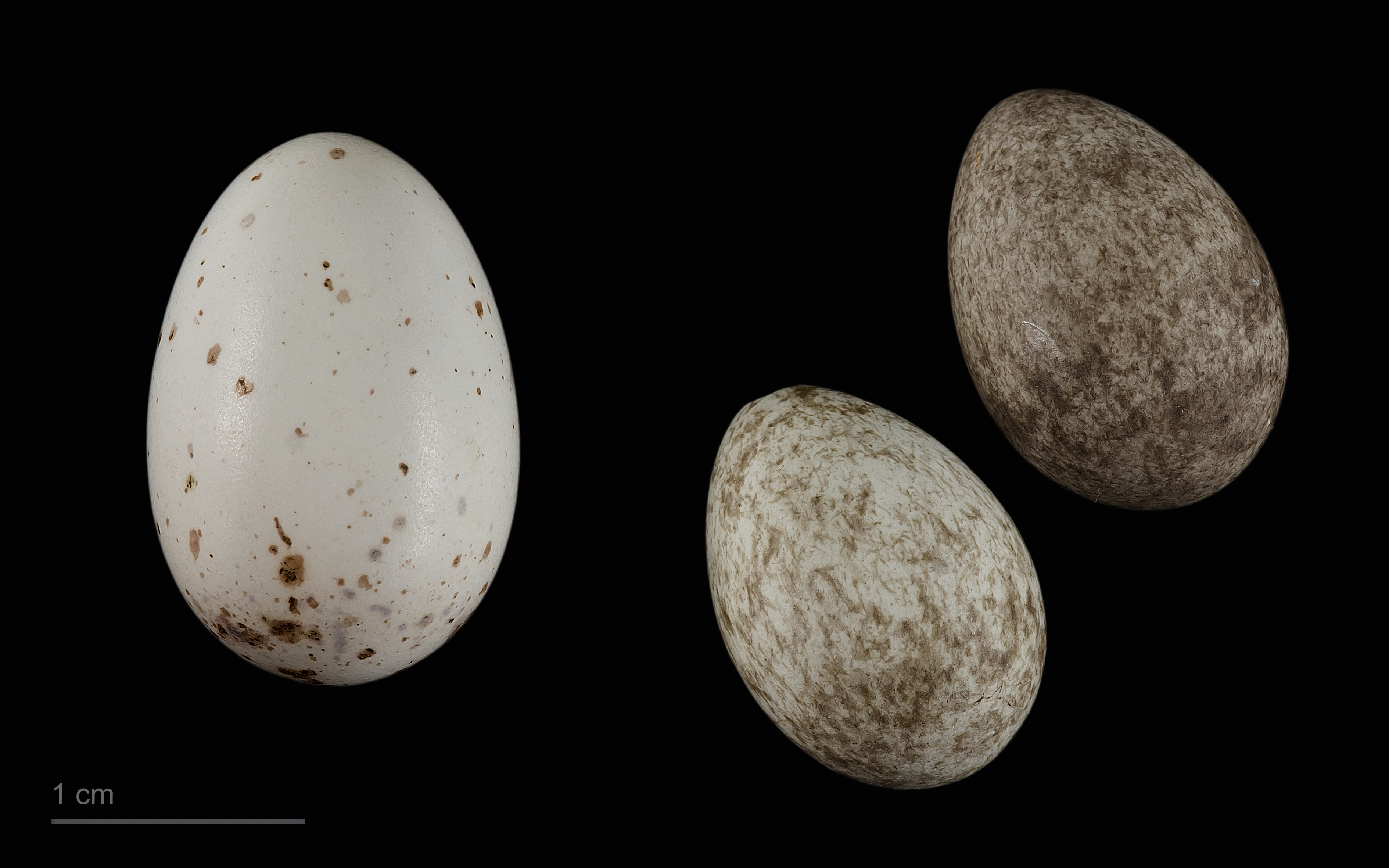
Links: Chrysococcyx cupreus rechts: Anabathmis newtonii, Sammlung Museum von Toulouse

Smaragdkuckucke leben hauptsächlich in immergrünen Wäldern und Galeriewäldern, werden jedoch auch in Trockenwäldern gesichtet. Er geht meist im Kronenbereich auf Nahrungssuche, wobei seine bevorzugte Nahrung haarige Raupen sind. Den Großteil seiner Nahrung machen Insekten aus, obwohl auch Früchte, Samen und Eier verzehrt werden.
Wie andere Kuckucke sind sie Brutparasiten. Sie legen ihre Eier bevorzugt in die Nester von Webervögeln, Schnäppern, Nektarvögel, Bülbüls, Mausvögeln und Grasmückenartigen sowie in Südafrika in Nester des Grünmantel-Bogenflügels. Trotz des Brutparasitismus, bei denen die Wirtseltern die Aufzucht des Jungvogels übernehmen, wurden männliche Smaragdkuckucke dabei beobachtet, wie sie ihre Jungtiere zusätzlich fütterten. Ob dies instinktiv geschieht oder eine Anpassung an schlechte Lebensbedingungen des Jungvogels ist, ist nicht bekannt. N. B. Davies hält es für möglich, dass dieses Verhalten ein fehlgeleitetes Balzverhalten des Smaragdkuckuckmännchens ist. Balzende Männchen des Smaragdkuckucks bieten dem umworbenen Weibchen Raupen als Futter an.